# Frutos Delgado
Frutos Delgado (fecha de n. y d. desconocidas) fue un político novohispano, nombrado gobernador interino de Yucatán por la Audiencia de México. Tuvo el encargo durante su breve administración de escasos 10 meses de hacer el juicio de residencia a su antecesor, Rodrigo Flores de Aldana.

## Datos históricos
Frutos Delgado recibió el encargo de gobernar interinamente a la Capitanía General de Yucatán por parte de la Audiencia de México. Se esperaba el nombramiento real para el sucesor de Rodrigo Flores de Aldana, que había tenido una gestión caracterizada por los abusos y la dureza de trato que tuvo hacia los indígenas del lugar y por las constantes disputas que se dieron entre él y los clérigo que actuaban en Yucatán.
Durante su breve administración, Frutos Delgado, argumentando la seguridad de la ciudad de Mérida, cerró dos de las tres puertas de la Ciudadela de San Benito, que había hecho construir su antecesor. Esto lo enemistó con los frailes franciscanos ya que las dos puertas cerradas correspondían al convento de San Francisco.
Por informes que recibió de un prisionero inglés, el gobernador Frutos Delgado se enteró de un posible ataque de la flota británica que había dominado la región desde Laguna de Términos, sobre la ciudad de San Francisco de Campeche. Por ello reforzó las medidas defensivas del entonces principal puerto de Yucatán e impidió que el anunciado ataque tuviera lugar.
El 18 de octubre del año de 1670, Frutos Delgado entregó el gobierno de la Capitanía General de Yucatán a su sucesor, Fernando Francisco de Escobedo, quien habría de continuar el esfuerzo para reforzar la costa de la Península de Yucatán en contra de los corsarios enemigos.